# Haecker Valentin
Haecker Valentin, Haecker Bálint (Mosonmagyaróvár, 1864. szeptember 15. – Halle, 1927. december 19.) zoológus, egyetemi tanár.

## Életrajza
Haecker Valentin 1864. szeptember 15-én született Magyaróváron. Apja a Mezőgazdasági Akadémia (ma a Nyugat-magyarországi Egyetem Mezőgazdaság- és Élelmiszertudományi Kara) professzora volt. Természettudományokat, botanikát és zoológiát tanult a tübingeni egyetemen. 1889-ben itt szerzett doktori címet. Doktori értekezését a madártollak színéről írta. 1892-től a freiburgi egyetemen az állattani és az összehasonlító anatómiai tanszékén tanított, majd 1900-ban a stuttgarti technikai főiskolára került, de előadásokat tartott a helyi állatorvosi főiskolán és a hohenheimi mezőgazdasági főiskolán is.
1909-től a hallei egyetemen teljesedett ki pályája, ahol a mélytengeri sugárállatkáktól az állati és emberi tulajdonságok öröklődéséig sok mindennel foglalkozott.
Halléban érte a halál 63 évesen, 1927. december 19-én.